# 絞刑架下的報告
《絞刑架下的報告》是捷克斯洛伐克作家尤利烏斯·伏契克的报告文学作品。
1942年4月，捷克斯洛伐克共產黨中央委員伏契克被叛徒出卖，遭到逮捕。1943年9月，伏契克在獄中用鉛筆頭在一張張碎紙片上，寫下這篇文章。結局裡，面對德國納粹的絞刑架，留下名言：“人們啊，我是愛你們的，你們可要警惕啊！”1943年9月8日伏契克被秘密殺害。1945年5月，德國戰敗，伏契克的妻子古斯塔·伏契科娃出獄。她從當年捷克斯洛伐克看守員身上取得伏契克的手稿，將稿件整理出版。